# Агев-Ави
Агев-Ави (амх. አገው አዊ) — зона в регионе Амхара, Эфиопия. Название происходит от названия народа Ави, являющейся подгруппой народности Агав.

## География
Площадь зоны составляет 9148,43 км2 (3500 кв. миль).

## Население
По данным Центрального статистического агентства Эфиопии на 2007 год население зоны составляет 982 942 человек, из них 491 865 мужчин и 491 077 женщин. Плотность населения — 107,4 чел/км². Две основных этнических групп зоны — ави (59,82 %) и амхара (38,44 %). 53,38 % жителей зоны считают родным языком амхарский язык, 45,04 % — язык авнги. 94,4 % населения являются приверженцами эфиопской православной церкви, а 4,5 % исповедуют ислам.
По данным прошлой переписи 1994 года население зоны насчитывало 717 085 человек, из них 357 238 мужчин и 359 847 женщин. Тремя крупнейшими национальными группами являлись ави (49,97 %), амхара (48,6 %) и Гумуз (0,98 %). 53,75 % жителей зоны считали родным языком амхарский, 44,93 % — авнги и 0,98 % — гумуз. 93,52 % населения были приверженцами эфиопской православной церкви, а 5,41 % населения являлись мусульманами.

## Административное деление
В административном отношении подразделяется на 7 воред.